# Miloslav Fiala
Miloslav Michael Fiala (* 28. srpna 1928, Kutná Hora) je český římskokatolický kněz a premonstrát, známý zejména svým působením ve funkci tiskového mluvčího Československé a následně České biskupské konference (v letech 1990 až 1996) a redaktora náboženských pořadů Československého a poté Českého rozhlasu.

## Biografie
Vystudoval gymnázium v Kutné Hoře a Vysokou školu obchodní v Praze. Během studia v Praze byl v kontaktu s jezuity, ale přes úvahy o vstupu do tohoto řádu nevstoupil poté, co mu po návratu z vyšetřovací vazby sami doporučili, aby nejprve dokončil studium ekonomie. Po absolvování základní vojenské služby se věnoval různým civilním zaměstnáním, během nichž tajně vstoupil do Řádu premonstrátských řeholních kanovníků a od Bohumila Víta Tajovského získal nižší svěcení. V roce 1958 podal přihlášku ke studiu na Cyrilometodějskou bohosloveckou fakultu, po výslechu na Státní bezpečnosti ji však vzal zpět. Teprve po uvolnění poměrů vstoupil koncem šedesátých let do kněžského semináře. V době sovětské invaze v roce 1968 se nacházel u premonstrátů v Rakousku, avšak nakonec se rozhodl neemigrovat, a to i pod vlivem výzvy kardinála Berana, který upozorňoval, že církev ve vlasti bude potřebovat statečné lidi. Po kněžském svěcení, které obdržel 21. prosince 1971, působil v duchovní správě v Hradci Králové až do roku 1974, kdy mu byl odebrán státní souhlas k výkonu duchovenské činnosti. Nadále tedy pracoval jako skladník a zásobovač při výstavbě pražského metra.
Po sametové revoluci se od 1. ledna 1990 stal redaktorem náboženských pořadů Československého rozhlasu (později Českého rozhlasu); výběr z jeho úvah, vysílaných pod názvem Cestou naděje a víry od roku 1994 každou neděli ráno na rozhlasové stanici Regina, vyšel knižně ve dvou svazcích. Od 1. ledna 1991 byl současně tiskovým mluvčím Československé biskupské konference a ředitelem jejího tiskového střediska, které založil. Po rozpadu Československa pokračoval jako tiskový mluvčí České biskupské konference, a to až do roku 1996, a do roku 1998 rovněž jako ředitel tiskového střediska ČBK. Od roku 1997 do 25. února 2004 byl prezidentem Arcidiecézní charity Praha a od ledna 1999 do konce roku 2006 prezidentem Sdružení Česká katolická charita. Za mimořádnou činnost v oblasti charitativní práce mu byl udělen řád sv. Cyrila a Metoděje. Byl také spirituálem zasvěcených panen pražské arcidiecéze, z této funkce byl uvolněn 15. listopadu 2008. V současnosti vypomáhá v duchovní správě, a to zejména ve farnosti u kostela Nejsvětějšího Srdce Páně na pražských Vinohradech.

## Dílo
- Myšlenky všední i sváteční – 1. díl, Nové město, Praha 1997
- Myšlenky všední i sváteční – 2. díl, Nové město, Praha 2001
- Motýlí efekt – tři úvahy o chaosu a řádu, Trinitas, Svitavy 2001
- Myšlenky pro čas i nečas, Trinitas, Svitavy 2006